# Радио България
Радио България е международна радиостация на Българското национално радио. Радиостанцията е излъчвала денонощно на 12 езика. Програмите на турски език на Радио България се предават в районите с компактно местоживеене в Република България от населението с турски етнически произход, както и за слушателите от съседна Турция и чужбина.
Радио София започва излъчване на предавания за чужбина през 1936 г. чрез радиопредавател на къси вълни, известен като Радиостанция „Елза“. Първоначално са излъчвани само кратки новини на езика есперанто, а след 1 май 1937 г. програмите са станали редовни, пет пъти седмично – на френски, немски, английски и италиански език.
На 16 февруари 1936 г. (неделя) цялата национална утринна програма на Радио София, която се излъчва за страната, се предава и на къси вълни и се чува в цяла Европа, Северна Африка, Северна Америка и Канада. Именно този ден се счита за рождения на Радио България, въпреки че през годините програмата е сменяла името си няколко пъти. (Радио Елза, Родно радио, Радио Родина, Радио София-предавания за чужбина, Българско радио-предавания за чужбина и от 1992 г. – Радио България). От 1936 г. езиците, на които излъчва радиото са: български, английски, есперанто, италиански, немски и френски
Започва да излъчва през 1940-те години като „Предавания за чужбина“. Между 1946 и 1950 г. има програми на чешки, полски, румънски и унгарски език. През 1946 г. започват емисиите на албански, гръцки, руски и сърбо-хърватски език, а през 1947 г. и на турски език. От 1949 г. до 1968 г. се излъчват и емисии на македонски. В кратък период (1953 – 1954 г.) има излъчвания и на словенски език. От 1956 г. стартират емисиите на испански език, а от 1957 г. на арабски. През 1971 г. е разкрита Африканска редакция с програми на английски език за предавателя в Йоханесбург, на португалски език за Ангола, Мозамбик и Кабо Верде, и френски език за Магреба (в Северна Африка). Редакцията е закрита през 1990 г. 
През декември 1984 година програмите за етническите групи на турски език са спрени заради Възродителния процес. От 1 март 1993 година те са възстановени, като се излъчват на 14 УКВ честоти (в ниския обхват) всеки ден от понеделник до събота от 6.30 до 7.00 и от 12.30 до 13.00 ч., в неделя от 8.30 до 9.00 и от 12.30 до 13.00 ч. Вечерните емисии на турски език се излъчват само за чужбина на къси вълни.
През 1992 година „Предавания за чужбина“ се преименува на програма „Радио България“. През 1993 г. е закрита редакцията „Програми на италиански език“, а през 1994 г. са закрити и „Програми на португалски език“ и и "Програми на арабски език". 
През 2004 г. е създаден и първият уебсайт на Радио България с информация и звук на 11 езика (български+10 езика). По-късно са възстановени и емисиите на арабски език, като единствено те не се излъчват в ефир, а са достъпни само като подкаст на сайта.
През 2011 г. заради икономии, ръководството на радиото взема решение за прекратяване на излъчването на къси вълни. Предаванията на Балканските езици продължават да се излъчват на средни вълни, а тези на турски език - и на УКВ.
До 31 декември 2014 г. емисиите на турски език на Радио България се излъчват на следните честоти в средновълновия обхват: Дулово – 1161 KHz, Кърджали – 963 KHz (до 2006 г. – 1017 KHz), Салманово – 747 KHz, Самуил – 864 KHz, Търговище – 1161 KHz, както и на къси вълни в Анкара – 6100 KHz и 7300 KHz като емисиите от 8.30 и 15.00 ч. се излъчват на УКВ и средни вълни, а тези от 13.00 и 20.30 се излъчват на къси вълни за чужбина.
Програмата на Радио България се излъчва известно време само по Интернет, като от 1 януари 2015 г. до 2017 г. предаванията на турски език се излъчват и от Видин – на средни вълни 576 kHz, от 20 януари 2015 г. на ултракъси вълни 90 MHz в Кърджали, и от 1 септември 2015 г. на 90.1 MHz в Шумен.
До 2016 г. Радио България излъчва програми на 11 езика – български + 10 чужди езика.
На 1 декември 2016 г. предаванията на арабски език са преустановени, закрита е и интернет секцията на арабски език в сайта на БНР.
На 1 юни 2017 г. интернет излъчването на Радио България е преустановено. Следват протести от страна на журналистити, преводачите и редакторите на радиопрограмата. Причините за закриването са финансови, предвиждало се е през есента на същата 2017 година порталът на сайта на БНР да бъде триезичен – на английски, руски и турски. Турската редакция продължава излъчването си, като се предава ефирно в Кърджали и Шумен, в Интернет – на живо – в 8:00, 15:00 и 20:00 ч. (От 2020 г. следобедната емисия се премества в 13.00 ч.)
От октомври 2019 г. са подновени аудиофайлове на повечето езици като отделни интервюта и преводни материали. От 2020 г. слоганът на програмата е „Чуйте ни“ (на различни езици). От лятото на 2021 г. отново се публикуват ежедневно подкасти с емисии „България днес“ на 9 езика.
От 28 февруари 2022 БНР излъчва и програма на украински език, чрез платформата binar.bg и BNR Player като се комутира директно програмата на Украинското обществено радио.
На 3 октомври 2022 г. Радио България възстановява предаванията на български език с ежедневен едночасов подкаст. На 20 октомври е разкрита и Румънска редакция, която първоначално създава изцяло текстово съдържание на румънски език в сайта на радиото.